# Tempête à Nice
Tempête à Nice est un tableau réalisé en 1919-1920 par le peintre français Henri Matisse. Cette huile sur toile est un paysage urbain qui représente le bord de mer à Nice pendant une tempête tel qu'aperçu depuis le balcon d'un hôtel. L'œuvre est conservée au musée Matisse de Nice depuis un legs en 1960.